# ميكاييل عبد الله أوف
ميكايل حسين أوغلو عبد اللاييف (بالأذرية: Mikayıl Hüseyn oğlu Abdullayev ) (19 ديسمبر 1921، باكو 1 أغسطس 2002 - 21 أغسطس 2002، باكو) رسام، فنان مسرحي، بروفسور، فنان الشعب في الاتحاد السوفيتي، فنان الشعب في جمهورية أذربيجان الاشتراكية السوفيتية، عضو مراسل في اكاديمية الفنون في اتحاد السوفيتية.

## سيرته الذاتية
ولد ميكايل حسين أوغلو عبد اللاييف في 19 ديسمبر عام 1921 في مدينة باكو.
تخرج الرسام المدرسة العليا للفنون في أذربيجان إسمه عزيم عزيمزاده عام 1939 ومدرسة موسكو الحكومية للفنون إسمه سوريكوف. 
عقد معارضه في نيودلهي ولندن ومونتريال وموسكو وعدد من المدن الأخرى حول العالم.
حصلت عبد اللاييف على اسم فنان الشعب في اتحاد السوفيتية في 12 أبريل عام 1963 وفنان الشعب في جمهورية أذربيجان الاشتراكية السوفيتية في 24 مايو عام 1960.
وكان ميكايل عبد اللاييف أيضا مصمم لوحة فنية في محطة نيزامي في مترو باكو.
توفي ميكايل عبد اللاييف في 21 أغسطس عام 2002، عن عمر يناهز 80 عاماً.